# Saint-Junien-la-Bregère
Saint-Junien-la-Bregère település Franciaországban, Creuse megyében. Lakosainak száma 144 fő (2022. január 1.). Saint-Junien-la-Bregère Bourganeuf, Faux-Mazuras, Montboucher, Saint-Amand-Jartoudeix, Saint-Martin-Château, Saint-Moreil, Saint-Pardoux-Morterolles, Saint-Priest-Palus, Peyrat-le-Château és Saint-Julien-le-Petit községekkel határos.

## Népesség
A település népessége az elmúlt években az alábbi módon változott:
| Lakosok száma | 340  | 223  | 193  | 157  | 136  | 137  | 140  | 143  | 143  | 144  |
|               | 1968 | 1982 | 1990 | 2006 | 2013 | 2015 | 2017 | 2019 | 2020 | 2022 |